# Непорожній Анатолій Кузьмович
Анатолій Кузьмович Непоро́жній (30 травня 1937, Кулябівка — 4 жовтня 2003, Вінниця) — український скульптор і графік; член Спілки радянських художників України з 1979 року.

## Біографія
Народився 30 травня 1937 року в селі Кулябівці (нині Бориспільський район Київської області, Україна). Упродовж 1952—1957 років навчався у Київському училищі прикладного мистецтва, яке закінчив з відзнакою. У 1963 році закінчив Київський художній інститут, де навчався у Василя Бородая, Івана Макогона, Макара Вронського, Михайла Лисенка.
Після здобуття фахової освіти працював на Вінницькому художньо-виробничому комбінаті. Протягом 1991—1997 років очолював Вінницьку організацію Спілки художників України. Мешкав у Вінниці у будинку по вулиці Пушкіна, № 2, квартира № 14. Помер у Вінниці 4 жовтня 2003 року.

## Творчість
Працював у галузях монументальної і станкової скульптури (створював пам'ятники, пам'ятні знаки, дрібну пластику, чеканки, станкові композиції, портрети) та з початку 1990-х років — станкової графіки у техніках монотипії та пастелі. Серед робіт:
станкова скульптура
- «Кріпак» (1964);
- «А. Рубльов» (1968);
- «Літописець Нестор» (1975);
- «Пабло Неруда» (1976);
- медаль «Данте» (1977, гіпс);
- «Портрет Сергія Рахманінова» (1978, тонований гіпс, дерево);
- «Петро Чайковський» (1983; Музей Чайковського і фон Мекк в смт Браїлові);

монументальні твори
- стела «Михайло Коцюбинський» у місті Шаргороді (1968);
- меморіальний комплекс у Тиврові (1978);
- пам'ятник Миколі Тарногородському у Вінниці (1979, повалений у 2014 році);
- пам'ятний знак воїнам, які загинули в роки німецько-радянської світової війни у селі Клекотині Вінницької області;
- погруддя Степана Руданського на Алеї діячів культури у Вінниці (1985).

|                 |                                   |                       |                         |
| М. Коцюбинський | пам'ятник Миколі Тарногородському | пам'ятник у Клекотині | погруддя С. Руданського |

графіка
- «Марево» (1995);
- «Народження лавини» (1997);
- серія «Сонети сновидінь» (1997);
- «На переломі» (1999);
- триптих «Літо. Ранок. День. Вечір» (2002);
- «Аліпій» (2003);
- «Над ставом у Немирові» (2003);
- «Скіфські вали біля Немирова» (2003);
- «Натюрморт з квітами» (2003).

Брав участь у республіканських, всесоюзних мистецьких виставках і пленерах з 1964 року. Персональні виставки відбулися у Вінниці у 1997—1999, 2001 роках та посмертні у 2003—2004, 2006, 2013 роках, Києві у 1999 році.
Окремі роботи зберігаються у Вінницьких художньому та краєзнавчому музеях, Сімферопольському, Черкаському художніх музеях, Яготинському історичному музеї, галереї санаторію «Авангард» у Немирові, а також у приватних колекціях України, Польщі, Данії, Нідерландів, Бельгії, Росії, Німеччини, Австралії, Нової Зеландії.